# Isotta Brembati
 Isotta Brembati  est une noble et poétesse italienne du XVIe siècle. Elle est née en 1530 à Bergame, ville faisant alors partie (depuis 1428) des Domaines de Terre-ferme — en italien, Domini di Terraferma — de la république de Venise. Elle meurt en 1586.

## Biographie
Isotta Brembati est issue de l'une des deux grandes familles rivales de Bergame au XVIe siècle, les Brembati. C'était une poétesse réputée pour son multilinguisme maîtrisant le latin, l'italien, le français et l'espagnol.

### Vie privée
Elle est mariée dans un premier temps à Calcese Lelio Secco d'Aragona, mais devient veuve. En 1561, elle épouse le noble Gian Gerolamo Grumelli avec qui elle a cinq enfants. 

## Postérité
Isotta Brembati fait l'objet de plusieurs portraits réalisés par des peintres locaux : Giovanni Battista Moroni qui crée deux portraits — dont un en pied en 1552/53, Ritratto di Isotta Brembati —, et Giovanni Paolo Lolmo qui réalise un portrait en buste en 1570-75, Ritratto della contessa Isotta Brembati Grumelli. Moroni peint aussi vers la même période Le Gentilhomme en rose, un portrait de son second mari, Gian Gerolamo Grumelli.
Les talents de poétesse d'Isotta Brembati sont reconnus déjà de son vivant comme en témoigne un recueil de poème publiée le 24 février 1586 en son honneur, à la suite de sa mort.